# Lucas Acosta (calciatore 2002)
Lucas Acosta Moreno (José Pedro Varela, 26 gennaio 2002) è un calciatore uruguaiano, attaccante del Liverpool (M).

## Carriera
Acosta è cresciuto nel Montevideo City Torque ed ha debuttato in prima squadra il 21 ottobre 2022 nell'incontro di Primera División perso 2-1 contro il River Plate (M). Nell'agosto del 2023 è stato ceduto in prestito al Tacuarembó dove ha giocato solamente 3 incontri da subentrante.
Rientrato al City Torque nel 2024, ha iniziato a giocare con maggior frequenza ed il 16 marzo ha segnato il suo primo gol in carriera contro il Plaza Colonia. Sei mesi più tardi è rimasto svincolato ed ha firmato un contratto con il Liverpool (M).

## Statistiche

### Presenze e reti nei club
Statistiche aggiornate al 13 novembre 2024.
| Stagione        | Squadra                | Campionato      | Campionato | Campionato | Coppe nazionali | Coppe nazionali | Coppe nazionali | Coppe continentali | Coppe continentali | Coppe continentali | Altre coppe | Altre coppe | Altre coppe | Totale | Totale | Totale |
| Stagione        | Squadra                | Comp            | Pres       | Reti       | Comp            | Pres            | Reti            | Comp               | Pres               | Reti               | Comp        | Pres        | Reti        | Pres   | Reti   |        |
| --------------- | ---------------------- | --------------- | ---------- | ---------- | --------------- | --------------- | --------------- | ------------------ | ------------------ | ------------------ | ----------- | ----------- | ----------- | ------ | ------ | ------ |
| 2022            | Montevideo City Torque | PD              | 1          | 0          | CU              | 0               | 0               | -                  | -                  | -                  |             | -           | -           | 1      | 0      |        |
| 2023            | Tacuarembó             | SD              | 3          | 0          | CU              | 0               | 0               | -                  | -                  | -                  |             | -           | -           | 3      | 0      |        |
| 2024            | Montevideo City Torque | SD              | 13         | 4          | CU              | 4               | 1               | -                  | -                  | -                  |             | -           | -           | 17     | 5      |        |
| 2024            | Liverpool (M)          | PD              | 8          | 0          | CU              | 0               | 0               | CL                 | 0                  | 0                  | -           | -           | -           | 8      | 0      |        |
| Totale carriera | Totale carriera        | Totale carriera | 25         | 4          |                 | 4               | 1               |                    | 0                  | 0                  |             | -           | -           | 29     | 5      |        |